# Alto Volta
A República do Alto Volta (em francês: République de Haute-Volta) foi uma colônia autônoma dentro da Comunidade Francesa e parte da União Francesa, estabelecida em 11 de dezembro de 1958, no território do antigo Alto Volta francês. Em 5 de agosto de 1960, alcançou a independência total da França.

## Nome e bandeira
O nome Alto Volta indicava que o país contém a parte superior do rio Volta. As cores da bandeira nacional correspondiam aos nomes de seus três principais afluentes - o Volta Negro, o Volta Branco e o Volta Vermelho.

## História
O território colonial do Alto Volta, submetido à França, foi criado em 1919 e dividido em Níger, Costa do Marfim e Alto Volta em 1932. Ainda nas primeiras décadas do século XX, seus habitantes resistiram ao colonialismo principalmente por meio da emigração em massa. Na mesma época, movimentos religiosos tradicionais também se opuseram à burocracia colonial e às tentativas de assimilação. No entanto, foi apenas no fim da Segunda Guerra Mundial que a primeira organização nacionalista do Alto Volta, a União Voltaica (UV), foi criada. Também se instalou no oeste do país a Assembleia Democrática Africana (RDA), organização favorável à autonomia dos países da África Ocidental Francesa, apoiada pelos comunistas.
 

Apenas em 1956, com a fundação da União Democrática Voltaica (UDV) ligada à RDA, houve um consenso mínimo que possibilitou barganhar a autonomia com o governo francês. O principal líder da UDV, Maurice Yaméogo, formou em 1958 um governo de transição em colaboração com a França, que, atolada numa feroz guerra na Argélia, começava a se mostrar disposta a ceder à independência das suas colônias. Yaméogo liderou um governo arbitrário, fechando agremiações de oposição como o Partido Nacional Voltaico e assinando decretos que limitavam a liberdade de expressão. A República do Alto Volta (hoje, Burkina Faso) foi declarada independente por Yaméogo em 1960.

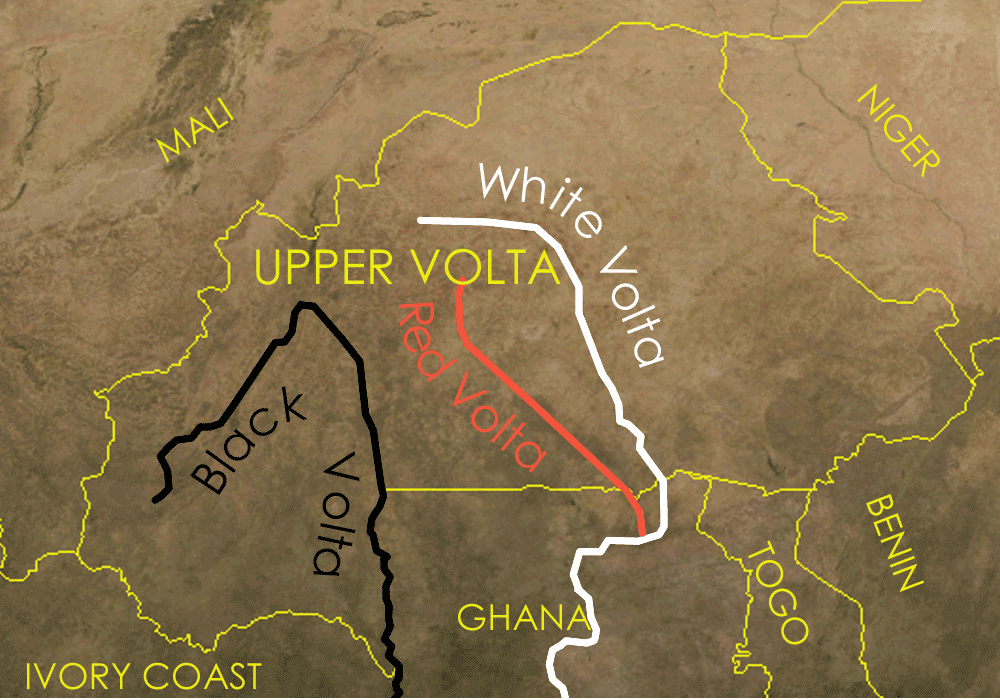
Mapa mostrando a bacia do Volta, no território da antiga República do Alto Volta.